# Titanomyrma
Titanomyrma este un gen de furnică gigantică preistorică. Cea mai recentă specie descoperită, T. lubei, a fost descrisă în 2011, când în Wyoming, Statele Unite a fost găsită o fosilă de regină veche de 49,5 milioane de ani fosilizată înaripată, comparabilă ca dimensiune cu o pasăre colibri. Această fosilă este prima fosilă a unei furnici gigantice găsite în emisfera vestică. Prezența Titanomyrma în America de Nord este considerată a indica „prima dispersie trans-arctică raportată de un grup de insecte termofile”. O altă specie fosilă din acest gen, T. gigantea, este cea mai mare specie fosilă cunoscută sau existentă de furnică uriașă din lume.

## Descoperire

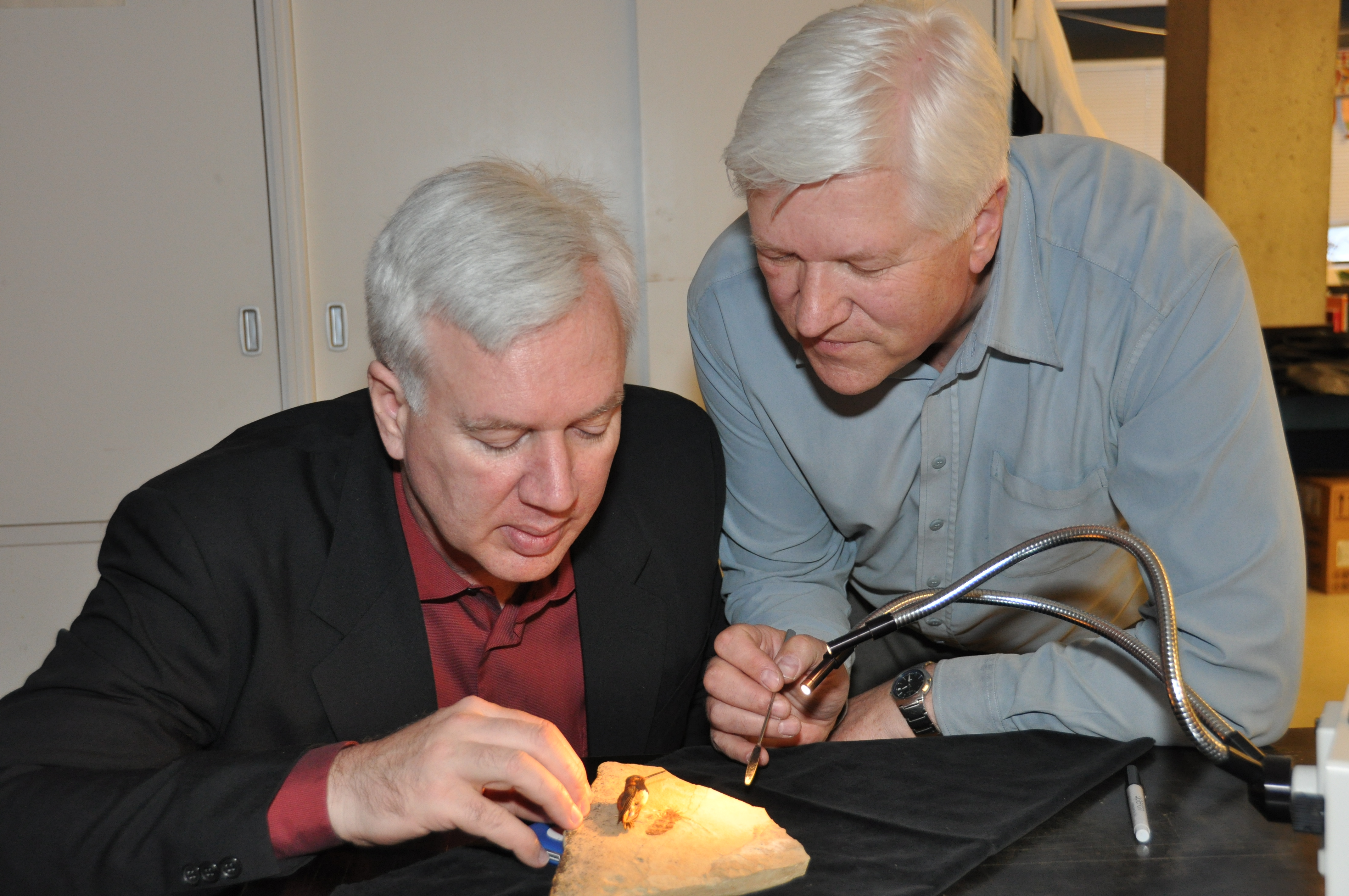
Bruce Archibald și Rolf Mathewes examinând T. lubei

Furnica fosilă Titanomyrma lubei care a fost descoperită în sedimentele antice ale lacului din  DMNS localitatea 784, Farson Fish Beds, membru Laney al Green River Formation;  Comitatul Sweetwater, Wyoming, SUA de Louis Lube, colecționarul și donatorul specimenului holotip.
Fosila face parte din colecția Denver Museum of Nature and Science și a fost descoperită de Bruce Archibald și coautor și curator șef al muzeului  Kirk R. Johnson în timp ce trece ocazional prin sertare de depozitare. Fosila descrie numai regina furnică și nu au fost găsite fosile de muncitori. Odată cu descoperirea Titanomyrma lubei și descrierea genului, alte două specii de furnici uriașe, Formicium giganteum și Formicium simillima, au fost reclasificate în acest gen.
Fosile bine conservate de T. gigantea și T. simillima au fost descoperite în  Șisturi Messel, lângă satul Messel, în statul Hessen, la 30 km sud de Frankfurt pe Main (Districtul Administrativ Darmstadt), în Germania. O specie înrudită nedecrisă a fost găsită în apropiere de Eckfeld Maar.

## Etimologie
Numele genului este un derivat al limbii grecești greacă: Τιτάν (Titan), însemnând „unul de dimensiuni, putere sau realizări prodigioase”, și făcând aluzie la Titans din mitologia greacă; și cuvântul grecesc: μաρμηξ („myrmex”) însemnând „furnică”, de gen feminin. Epitetul specific al noii specii este format din numele de familie al colecționarului holotipului, Louis Lube.